# اچ‌ام‌اس اسکیپد (اچ۱۷)
اچ‌ام‌اس اسکیپد (اچ۱۷) (به انگلیسی: HMS Escapade (H17)) یک کشتی بود که طول آن ۳۴۳ فوت (۱۰۵ متر) بود. این کشتی در سال ۱۹۳۴ ساخته شد.